# Eutima neucaledonia
Eutima neucaledonia is een hydroïdpoliep uit de familie Eirenidae. De poliep komt uit het geslacht Eutima. Eutima neucaledonia werd in 1964 voor het eerst wetenschappelijk beschreven door Uchida. 